# Türkei-Rundfahrt 2011
Die 47. Türkei-Rundfahrt (Presidential Cycling Tour of Turkey)  fand vom 24. April bis 1. Mai 2011 statt. Das Rad-Etappenrennen war Teil der UCI Europe Tour 2011, in der es in die höchste Kategorie 2.HC eingestuft war, und wurde in acht Etappen über insgesamt 1363 Kilometer ausgetragen.

## Teilnehmer
| ProTeams Team Garmin-Cervélo Omega Pharma-Lotto Lampre-ISD Liquigas-Cannondale Saxo Bank SunGard Pro Team Astana Professional Continental Teams Cofidis, le Crédit en Ligne Veranda’s Willems-Accent Team NetApp Skil-Shimano Farnese Vini-Neri Sottoli FDJ Androni Giocattoli De Rosa-Ceramica Flaminia Colnago-CSF Inox Colombia es Pasión-Café de Colombia Team SpiderTech-C10 Caja Rural Team Type 1-Sanofi Aventis Andalucía Caja Granada UCI Continental Teams Manisaspor Cycling Team Konya Torku Şeker Spor-Vivelo |

An den Start gingen 22 Radsport-Teams, darunter sechs ProTeams (Team Garmin-Cervélo, Omega Pharma-Lotto, Lampre-ISD, Liquigas-Cannondale, Saxo Bank SunGard, Pro Team Astana). Außerdem wurden 14 Professional Continental Teams eingeladen, unter anderem auch das deutsche Team NetApp. Bei den beiden weiteren Mannschaften handelte es sich um türkische UCI Continental Teams.

## Strecke
Die erste, nur 121 Kilometer lange und weitestgehend flache Etappe in Istanbul verband erstmals bei einem Radrennen die Kontinente Europa und Asien.
Nach einem Transfer an die Mittelmeerküste der Türkei folgte eine weitere Flachetappe nach Turgutreis, bevor mit dem Abschnitt nach Marmaris erstmals ein hügeliger Abschnitt mit einer Bergwertung der 1. Kategorie folgte.
Am vierten Tag des Rennens stand eine über 200 Kilometer lange Etappe nach Pamukkale auf dem Programm, bei der erneut ein Berg der 1. Kategorie zu überwinden war. Nach einer langen Abfahrt stieg auch der Weg zum Ziel an. Am nächsten Tag folgte der mit 218 Kilometern längste Abschnitt des Rennens nach Fethiye. Auch hier waren zwei Bergwertungen der 1. Kategorie zu erklimmen, zum Ende hin führte die Straße die Fahrer aber bergab vom Landesinneren ans Meer. Die nächste Etappe war zugleich die letzte mit ernsthaften topographischen Schwierigkeiten. Nach zwei weiteren Bergen der 1. Kategorie und einer Abfahrt bewegten sich die Fahrer fast 40 Kilometer auf einer flachen Küstenstraße entlang.
Die beiden letzten Etappen waren schließlich nicht mehr sehr lang und schienen prädestiniert für Sprintankünfte. Traditionell endete das Rennen vor dem Haus des türkischen Präsidenten in Alanya.
Insgesamt entsprach die Mehrzahl der Abschnitte den entsprechenden Etappen des Vorjahres.

## Etappen
| Etappe | Tag       | Start – Ziel          | Art         | km    | Etappensieger       | Führender          |
| ------ | --------- | --------------------- | ----------- | ----- | ------------------- | ------------------ |
| 1.     | 24. April | İstanbul – İstanbul   | Flachetappe | 114,1 | Andrea Guardini     | Andrea Guardini    |
| 2.     | 25. April | Kuşadası – Turgutreis |             | 178   | Walentin Iglinski   | Walentin Iglinski  |
| 3.     | 26. April | Bodrum – Marmaris     |             | 166   | Manuel Belletti     | Manuel Belletti    |
| 4.     | 27. April | Marmaris – Pamukkale  |             | 207   | Alessandro Petacchi | Bartosz Huzarski   |
| 5.     | 28. April | Denizli – Fethiye     |             | 218,6 | Matteo Rabottini    | Thomas Peterson    |
| 6.     | 29. April | Fethiye – Finike      |             | 184   | André Greipel       | Alexander Jefimkin |
| 7.     | 30. April | Tekirova – Manavgat   | Flachetappe | 138   | Andrea Guardini     | Alexander Jefimkin |
| 8.     | 1. Mai    | Side – Alanya         | Flachetappe | 157,8 | Kenny van Hummel    | Alexander Jefimkin |

## Rennverlauf
Gewinner des ersten Abschnittes, der in einem Massensprint endete, war der junge Italiener Andrea Guardini von Farnese Vini-Neri Sottoli, der in seinem ersten Jahr als Profi bereits Etappen bei der Tour de Langkawi und der Tour of Oman gewonnen hatte. Auch auf der vorletzten Etappe setzte sich Guardini noch einmal durch. Am zweiten Tag überraschte der Kasache Walentin Iglinski die favorisierten Sprinter mit seinem bislang größten Erfolg als Berufsradfahrer. Nicht in die Sprintentscheidungen konnte überraschenderweise der Amerikaner Tyler Farrar (Team Garmin-Cervélo) eingreifen. Die schon etwas hügeligere dritte Etappe ging an den Italiener Manuel Belletti von Colnago-CSF Inox, welcher den Sprint einer größeren Gruppe gewann.
Seinen ersten Sieg holte sich Alessandro Petacchi auf dem schwierigen vierten Abschnitt, als der Lampre-ISD-Profi auf der ansteigenden Zielgeraden den Polen Bartosz Huzarski noch abfing. Der Fahrer vom deutschen Team NetApp sicherte sich aber das türkisfarbene Trikot des Gesamtführenden. Doch am nächsten Tag erarbeitete sich eine zehnköpfige Spitzengruppe einen Vorsprung von fast zwölf Minuten auf das Feld. Während sich Matteo Rabottini von Farnese Vini seinen ersten Profi-Sieg sicherte, übernahm der US-Amerikaner Thomas Peterson (Garmin-Cervélo) das Trikot des Führenden. Jedoch verlor Peterson auf der folgenden Etappe am letzten Anstieg den Kontakt zu den anderen Favoriten, die ihn um über zwei Minuten distanzieren konnten. Daher übernahm der Russe Alexander Jefimkin vom Zweitdivisionär Team Type 1-Sanofi Aventis die Gesamtführung. Als einziger Fahrer der Rundfahrt konnte er diese länger als einen Tag verteidigen und gewann schließlich die Presidential Cycling Tour of Turkey 2011.
Während sich der Deutsche André Greipel vom belgischen Team Omega Pharma-Lotto die sechste Etappe sicherte und damit seinen dritten Saisonsieg einfuhr, musste er sich auf dem letzten Abschnitt im Fotofinish dem Niederländer Kenny van Hummel (Skil-Shimano) geschlagen geben, nachdem Guardini am vorletzten Tag im Massensprint vorne gelegen hatte.

### Wertungstrikots im Rennverlauf
| Etappe | Gesamtwertung      | Punktewertung       | Bergwertung         | Sprintwertung       | Teamwertung               |
| ------ | ------------------ | ------------------- | ------------------- | ------------------- | ------------------------- |
| 1.     | Andrea Guardini    | Andrea Guardini     |                     | Arturo Mora         | De Rosa-Ceramica Flaminia |
| 2.     | Walentin Iglinski  | Tyler Farrar        | Juan Villegas       | Arturo Mora         | Caja Rural                |
| 3.     | Manuel Belletti    | Manuel Belletti     | Luis Felipe Laverde | Arturo Mora         | FDJ                       |
| 4.     | Bartosz Huzarski   | Alessandro Petacchi | Luis Felipe Laverde | Alessandro Petacchi | Team NetApp               |
| 5.     | Thomas Peterson    | Alessandro Petacchi | Alexander Jefimkin  | Alessandro Petacchi | FDJ                       |
| 6.     | Alexander Jefimkin | Alessandro Petacchi | Luis Felipe Laverde | Arturo Mora         | FDJ                       |
| 7.     | Alexander Jefimkin | Alessandro Petacchi | Luis Felipe Laverde | Arturo Mora         | FDJ                       |
| 8.     | Alexander Jefimkin | Alessandro Petacchi | Luis Felipe Laverde | Arturo Mora         | FDJ                       |